# Gnophos vitreata
Gnophos vitreata là một loài bướm đêm trong họ Geometridae.